# Here Come the Waves
Here Come the Waves – komediowy film muzyczny z 1944 roku w reżyserii Marka Sandricha. W rolach głównych występują Bing Crosby i Betty Hutton.

## Obsada
- Bing Crosby jako Johnny Cabot
- Betty Hutton jako Susan/Rosemary Allison
- Sonny Tufts jako Windy Windhurst
- Ann Doran jako Ruth
- Gwen Crawford jako Tex
- Noel Neill jako Dorothy
- Catherine Craig jako Lt. Townsend
- Marjorie Henshaw jako Isobel